# ووهیماسینا سود
ووهیماسینا سود (به لاتین: Vohimasina Sud) یک منطقهٔ مسکونی در ماداگاسکار است که در ماناکارا-آتسیمو واقع شده‌است. ووهیماسینا سود ۱۵٬۰۰۰ نفر جمعیت دارد و ۱۱ متر بالاتر از سطح دریا واقع شده‌است.